# Чудаковский, Михаил Павлович
Михаил Павлович Чудаковский — советский и российский изобретатель, учёный, конструктор, радиоинженер, основоположник научного направления по разработке и применению микросборок в СССР, лауреат Государственной премии СССР.

## Биография, семья
Родился в деревне Марковка Винницкой области, Украинская ССР 21 ноября 1926 г. Семья переехала в Ленинградскую область п. Тосно. В 1944 г. после освобождения территории от оккупации ушёл на фронт. Воевал на Прибалтийском фронте. Награждён Орденом Отечественной войны II степени.
Жена — Чудаковская (Кулик) Людмила Никитична (1930—2010), заслуженный педагог, Отличник просвещения СССР, дочь — Люлина (Чудаковская) Наталья Михайловна, учитель.
Скончался в г. Санкт-Петербурге от ишемической болезни сердца в 1993 г.

## Трудовая деятельность
С 1959 г. по 1990 г. работал в ЛНПО «Авангард» (НИТИ-18). Прошёл трудовой путь от техника, и постепенно возглавляя более ответственные участки производства, до главного конструктора Министерства радиопромышленности СССР по микросборкам. Неоднократно поощрялся наградами (Орден Трудового Красного Знамени, Почетный радист СССР, Медаль «Ветеран труда», и т. д.).

## Научная работа
Работая в Ленинградском институте авиационного приборостроения (ныне - ГУАП) привнес существенный вклад в развитие микроэлектроники. В 1973 г. защитил диссертацию на тему «Исследование и разработка конструкций средств защиты интегральных гибридных специализированных микросхем от внешних воздействий». В работе рассматриваются вопросы, связанные со всесторонним анализом внешних воздействий, расчетом и выбором корпусной защиты микросхем технологичностью корпуса и конструктивных элементов микросхем. Практически все исследования опираются на опыт производства, либо подтверждены экспериментально. Награждён Государственной Премией СССР за значительный вклад в развитие науки и техники. Является автором и соавтором научных и учебных работ.

## Изобретательская деятельность
В процессе своей деятельность, Михаил Павлович выступал соавтором изобретений.
| Авторское свидетельство                                                      | Номер изобретения СССР |
| ---------------------------------------------------------------------------- | ---------------------- |
| Устройство для подгонки тонкопленочных резисторов                            | 960970                 |
| Устройство для сборки гибридных интегральных микроузлов                      | 879680                 |
| Стабилизатор постоянного напряжения                                          | 842757                 |
| Устройство для контроля гибридных интегральных микросхем при их изготовлении | 834808                 |
| Электронный коммутатор аналоговых сигналов                                   | 769739                 |
| Устройство для настройки электронных блоков                                  | 742873                 |
| Полупроводниковый ключ                                                       | 473299                 |
| Широполосной усилитель напряжения                                            | 523509                 |
| Устройство для подгонки кодоуправляемых пленочных резисторов                 | 1392598                |
| Усилитель                                                                    | 1197049                |
| Устройство для сборки и контроля электронных узлов                           | 1196816                |
| Способ контроля фотошаблона и устройство для его осуществления               | 1171703                |
| Корпус радиоэлектронного блока                                               | 1072299                |

За внедрённое изобретение, которое было создано после 23 августа 1973 года,  был вручен нагрудный знак Изобретатель СССР. Чудаковский М. П. является основоположником научного направления по разработке и применению микросборок в СССР. Под его руководством в ЛНПО «Авангард» была создана концепция и разработана нормативно-техническая документация на новый класс комплектующих изделий специальной микроэлектроники РЭА — микросборки. Основу идеи построения микросборки составляет применение в её конструкции, в едином корпусе, тонко- и толстопленочных методов коммутации, бескорпусных полупроводниковых приборов, а также изделий функциональной электроники, в которых используются пограничные принципы реализации необходимой функции между электронными процессами и иными физическими явлениями (магнитоэлектроника, оптоэлектроника, акустоэлектроника, криоэлектроника и др.) С идеологической точки зрения синтезированный термин «микросборка» содержательно характеризовал основную технологию — «микро» и отражал технологическую окраску аппаратурной принадлежности — термин «сборка».